# De-Sota-Rennen
Das De-Sota-Rennen war ein Trabrennen mit sensationellem Ausgang auf der Trabrennbahn in Gelsenkirchen (GelsenTrabPark).

## Vorgeschichte
Am 1. Mai 1964 kam es im Rahmenprogramm zum Preis der Schnellsten im letzten Rennen zu einer Sensation. Das zwölfte und damit letzte Rennen der Veranstaltung war das mit 2.500 DM dotierte De-Sota-Rennen, welches über eine Renndistanz von 1.800 Metern führte. 14 fünfjährige Pferde kamen an den Ablauf (Start). Aufgrund des regnerischen und kühlen Wetters befand sich die Schlackenbahn mittlerweile in einem aufgeweichten Zustand. Der Renntag schien bereits gelaufen zu sein, denn das Gros der Besucher hatte bereits den Heimweg angetreten. Die ganz großen Quoten waren an diesem Tag ausgeblieben, die höchste Quote in der Siegwette im ersten Rennen mit 76:10 auf Herrchen ausgezahlt worden (76.- DM Gewinn für 10.- DM Einsatz).

## Ereignis
Feldjäger ging mit Eddy Freundt im Sulky als Favorit zum Siegtoto von 24:10 (heute 2,4 für 1 €) ins Rennen, und musste zusammen mit einer Gruppe mit drei anderen Teilnehmern dem übrigen Feld 20 Meter Vorsprung geben (Bänderstart). Als Mitfavoriten wurden von der Deutschen Traber Zeitung Agi und Olesta genannt, wenngleich der Fließtext wie folgt begann:
„Das starke Feld öffnet Überraschungen natürlich Tür und Tor.“
Nach Disqualifikationen von Ettalia und Nettrums Erster kam es zu einem sensationellen Einlauf. Der Außenseiter Flacon mit W. Dahmen im Sulky setzte sich auf der Zielgeraden gegen seine Konkurrenz durch und siegte leicht mit drei Längen Vorsprung in der Kilometerzeit von 1:28,6 (1 min.28,6 s). Zweites Pferd wurde die Stute Närrin, die als größte Außenseiterin (Siegtoto 2948:10) ins Rennen gegangen war. Eine halbe Länge dahinter wurde Hilos (Siegtoto 1472:10) drittes Pferd. Viertes Pferd mit kurzem Kopf (Abstand) wurde Edelfürst (Siegtoto 1204:10). Erst dann kam der Favorit Feldjäger mit Eddy Freundt ins Ziel.
Nach der Bestätigung des Endergebnisses musste die Rennleitung bekannt geben, dass die Dreierwette weder in richtiger noch in beliebiger Reihenfolge getroffen wurde. Der Siegtoto (Quote in der Siegwette) zahlte für Flacon 588:10, in der Platzwette 66:10. Die Platzwette für Närrin zahlte 166:10, für Hilos 214:10. In der Zweierwette gab es die damals sensationelle Quote von 38976:10 (38.976.-DM für 10.-Mark Einsatz, seinerzeit Auszahlungsrekord in Gelsenkirchen). Für den Grundeinsatz von 2,50 DM bekam ein Wetter die stolze Summe von 9.744.-DM ausgezahlt.
Zum Vergleich: Der VW-Käfer kostete am 1. November 1964 den Betrag von 4.290.-DM.
Die Dreierwette wurde für die richtige Bestimmung des Siegers und des Zweitplatzierten ausgezahlt (der Wettpool wurde nicht wie heute in einem Jackpot ausgespielt). Man erhielt auf die Kombination Flacon – Närrin die Quote von 28368:10.

## Trivia
Der Name De-Sota-Rennen leitete sich von dem italienischen Hengst De Sota ab, welcher in den Jahren 1938 und 1939 den Prix d’Amérique im Hippodrome de Vincennes in Paris gewann.